# 제천 청풍 금병헌
제천 청풍 금병헌(堤川 淸風 錦屛軒)은 충청북도 제천시 청풍면 물태리, 청풍문화재단지에 있는 조선시대의 건축물이다. 1976년 12월 21일 충청북도의 유형문화재 제34호 제천청풍금병헌(堤川淸風錦屛軒)으로 지정되었으나, 2013년 1월 18일 현재의 문화재 명칭으로 변경되었다.

## 개요
청풍도호부의 수령(도호부사)이 집무를 처리하던 동헌이라고 전해지는 이 건물은 명월정이라고도 한다. 조선 숙종 7년(1681)에 처음 지어졌으며, 영조 2년(1726)에 다시 옮겨 짓고 이름을 금병헌으로 바꾸었다. 광무 4년(1900)에 전체적으로 보수하였는데, 충주댐 건설로 인하여 1985년에 예전 소재지인 청풍면 읍리 343번지에서 현재 위치인 청풍문화재단지로 옮겨 복원하였다.
앞면 6칸·옆면 3칸 규모이며, 지붕 옆면이 여덟 팔(八)자 모양인 팔작지붕집이다. 건물의 오른쪽은 대청이고 왼쪽은 온돌방이다. 죄인을 가두어두던 부속건물이 있었으나 조선 말기에 없어졌다.

## 같이 보기
- 청풍 문화재 단지
- 동헌

## 참고 자료
- 제천 청풍 금병헌 - 국가유산청 국가유산포털